# Yelizaveta Bazárova
Yelizaveta Vladímirovna Bazárova –en ruso, Елизавета Владимировна Базарова– (Stari Oskol, 28 de noviembre de 1995) es una deportista rusa que compitió en natación. Ganó una medalla de bronce en el Campeonato Europeo de Natación en Piscina Corta de 2013, en la prueba de 4 × 50 m libre.

## Palmarés internacional
| Campeonato Europeo en Piscina Corta | Campeonato Europeo en Piscina Corta | Campeonato Europeo en Piscina Corta | Campeonato Europeo en Piscina Corta |
| Año                                 | Lugar                               | Medalla                             | Prueba                              |
| ----------------------------------- | ----------------------------------- | ----------------------------------- | ----------------------------------- |
| 2013                                | Herning (Dinamarca)                 | Medalla de bronce                   | 4 × 50 m libre                      |